# Mikhaïl Tchoulaki
Mikhaïl Ivanovitch Tchoulaki (Михаи́л Ива́нович Чула́ки), né le 6 (19) novembre 1908 à Simféropol et mort le 29 janvier 1989 à Moscou, est un compositeur soviétique, qui fut auteur de plusieurs ballets et symphonies. Il fut nommé artiste du Peuple de la RSFSR en 1969 et reçut à trois reprises le prix Staline (1947, 1948, 1950).

## Biographie
Il étudie dans son enfance à l'école de musique Tchaïkovski de Simféropol. Il termine en 1931 le conservatoire de Léningrad après avoir étudié auprès de Vladimir Chtcherbatchiov. Il est directeur artistique de la Philharmonie de Léningrad entre 1937 et 1939. Il occupe également des postes administratifs au ministère de la culture (il est membre du PCUS depuis 1943), à l'union des compositeurs d'URSS, et à celle de Russie.
Tchoulaki est directeur artistique au Bolchoï de Moscou de 1955 à 1970 (avec des interruptions). Il enseigne la composition au conservatoire de Moscou à partir de 1948, où il a Rostropovitch comme élève qu'il encourage, et il y est nommé professeur en 1962.
Tchoulaki est l'auteur de plusieurs ballets, parmi lesquels Le Fiancé imaginaire (d'après un argument de Goldoni, créé en 1946 au théâtre Moussorgski de Léningrad), Jeunesse (créé en 1949 au théâtre Moussorgski de Léningrad), Le Conte de Balda, et compose des symphonies.
Tchoulaki a écrit un livre intitulé Instruments de l'orchestre symphonique qui a été réédité plusieurs fois.
Il est enterré au cimetière de la Présentation (Moscou).
Il est le père de l'écrivain Mikhaïl Mikhaïlovitch Tchoulaki (1941-2002).

## Récompenses
- prix Staline2e classe : 1947, pour la Symphonie n°2
- prix Staline2e classe : 1948, pour le ballet Fiancé imaginaire d'après Carlo Goldoni
- prix Staline2e classe : 1950, pour le ballet Jeunesse

## Source
- (ru) Cet article est partiellement ou en totalité issu de l’article de Wikipédia en russe intitulé « Чулаки, Михаил Иванович » (voir la liste des auteurs).
- Notices d'autorité :   - VIAF
  - ISNI
  - IdRef
  - LCCN
  - GND
  - Espagne
  - Pays-Bas
  - Pologne
  - NUKAT
  - Tchéquie
  - Lettonie
  - WorldCat